# Shinzō Maeda
Pour les articles homonymes, voir Maeda.
Shinzō Maeda (前田真三, Maeda Shinzō, 1922–1998) est un photographe japonais, célèbre pour ses photographies et ses films sur les paysages de son pays.
Il a publié 46 recueils de photographies au Japon, et est le fondateur de l'agence Tankei Photo Agency Co. La Galerie d'Art Photographique Shinzo Maeda, à Biei (Hokkaidō) a vu le jour en 1987, et expose un grand nombre de ses photographies de la région du Hokkaidō.
L'un de ses films, Tower on the Hill, dont le sujet est la région de Biei au Japon, est fréquemment projeté en format HDTV.

## Biographie
1922 : naissance à Shim-Ongata-cho, Hachioji City, Tokyo.
1948 : débuts comme employé chez Nichimen Co., Ltd. où il restera dix-sept ans.
1967 : création de l'agence Tankei Photo Agency Ltd. qu'il représente à l'extérieur ; Maeda devient photographe professionnel.
1974 : parution de The four Seasons of a Home Town (The Mainichi Newspaper).
1967 : parution de The Colors of Japan et de Mountains and Rivers of a Home Town.
1978 : parution de Spring, Summer, Autumn and Winter ; Maeda expose à la photokina de Cologne (alors en RFA).